# Devalakere, Pavagada
Devalakere là một làng thuộc tehsil Pavagada, huyện Tumkur, bang Karnataka, Ấn Độ.